# Altdorf (Schaffhausen)
Altdorf je selo u Švicarskoj. Mjesto je na sjeveru kantona i od 2009. godina pripada općini Thayngen.

## Povijest
803. godine Altdorf se prvi put spominje. Ime mjesta je nastolo od imena Alto.

## Gospodarstvo
Većinom se živi od poljoprivrede.